# Macintosh IIsi
Macintosh IIsi – komputer stacjonarny produkowany od 15 października 1990 do 15 marca 1993 przez Apple Computer. Po wprowadzeniu na rynek w USA kosztował 3800 dolarów.
Początkowo miał być wyposażony w procesor o częstotliwości 25 MHz, ale ostatecznie został wprowadzony procesor o częstotliwości 20 MHz tak, by Macintosh IIsi nie mógł konkurować z rok starszym Macintoshem IIci.

## Dane techniczne
- Procesor - Motorola MC68030
- Częstotliwość taktowania procesora - 20 MHz
- Pamięć RAM - do 17 MB
- System operacyjny - Mac OS 6.0.7 do 7.6.1